# マスコーカ地域

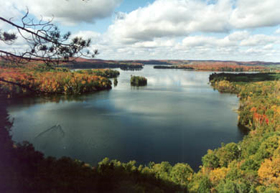
ペニンシュラ湖

マスコーカ地域（マスコーカちいき、英：District Municipality of Muskoka）は、カナダのオンタリオ州中央部に位置する地方行政区のひとつ。一般にはこのエリアを「マスコーカ地方」とも呼ぶ。発音は「ムスコカ」及び「ムスコーカ」に近いため、こちらの表記も多いが、観光局の公式表記は「マスコーカ」となっている。また、名称は「Regional Municipality（地域）」でないが、行政レベルは同等と定義されている。

## 地理
トロントから車でおよそ2時間ほど北に行ったところに位置するマスコーカは、西をジョージア湾に、南はコチチン湖（Lake Couchiching）の北端と、東はアルゴンキン州立公園と接している。
1,600個の湖があり、東に隣接するハリバートン郡を含め「コテージ・カウントリー」（Cottage Country）として知られ、年間210万人の観光客が訪れる人気のリゾート地となっている。
風光明媚な街や村が散らばっており、農業をはじめ、湖沿いのホテルやリゾート、ゴルフコース、カントリークラブ（Country club）、マリーナ（Marina）、木製ボートなどが知られる。シャナイア・トゥエインがミュージカルショーに出ていたディアハースト・リゾートは特に有名。
マスコーカの定住者は5万人だが、毎年夏のシーズンになると都会の喧噪と暑さを逃れてやってくる、施設（別荘）の所有者10万人が加わる。
多くの別荘は規模が大きく先祖代々受け継がれているものも少なくない。これらの高級別荘地はマスコーカ湖とロッソー湖、ジョセフ湖の3つの湖を中心に見ることができる。
ハリウッドや有名なスポーツ選手らがマスコーカに別荘を構えており、スティーヴン・スピルバーグやトム・ハンクス、マイク・ウェア、ゴールディ・ホーン、カート・ラッセル、エドワード・ヴァン・ヘイレン、キャサリン・オハラなどがその一例である。
サマーキャンプがこの地域には数多くあり、湖があることからカヌーやヨット、ウィンドサーフィン、カヤック、水上スキーなどのアクティビティが充実している。
秋は紅葉の名所として知られ、アルゴンキン州立公園を含め、多くの観光客を惹きつけている。

## 主な都市
- ハンツビル （Huntsville）
- ブレイスブリッジ （Bracebridge）
- グレイブンハースト （Gravenhurst）
- マスコーカレイクス （Muskoka Lakes）
- レイクオブベイズ （Lake of Bays）
- ジョージアンベイ （Georgian Bay）